# Central térmica de Palos de la Frontera
La central térmica de Palos de la frontera es una central térmica de ciclo combinado de gas natural, que se encuentra en Palos de la Frontera, en la Provincia de Huelva (España) en la desembocadura del río Tinto, dentro del Polígono Industrial Nuevo Puerto. Tiene una capacidad instalada de 1200  MW y es propiedad de Naturgy (anteriormente Gas Natural). La turbina de gas genera, aproximadamente, los dos tercios de la energía eléctrica producida por cada Grupo, el resto se produce por la turbina de vapor que aprovecha la energía de los gases de escape de turbina de gas mediante la caldera de recuperación de calor.

## Historia
La central se inauguró en diciembre de 2004 con la puesta en marcha del grupo I, la puesta en marcha de los grupos II y III fue en febrero y junio de 2005 respectivamente. La planta da trabajo a medio centenar de trabajadores. En 2019, Naturgy solicitó su cierre por la baja demanda de este tipo de centrales, aunque este aún no ha sido aprobado.